# Burgberg (Bad Liebenstein)
Der Burgberg – auf älteren Karten auch Schlossberg – ist ein 465 m ü. NN hoher Berg im Wartburgkreis. Er liegt im Thüringer Wald oberhalb von Bad Liebenstein.
Auf dem Burgberg befindet sich die Burg Liebenstein. In Bad Liebenstein befindet sich am Burgberg das jetzige Hotel Kaiserhof, welches aus dem früheren Fischern'schen Schloss – später Kurhaus – entstand (daher wahrscheinlich der andere Name). 
Im Gegensatz zu seinem Nachbarn, dem Aschenberg, der aus Buntsandstein besteht und den höheren Bergen des westlichen Thüringer Waldes, wo das Ruhlaer Kristallin mit Graniten und Gneisen ansteht, gehört der Burgberg zum Liebensteiner Zechsteingürtel. Eine weitere Besonderheit, die Farnbach-Versickerung, lässt diesen Bach unterhalb von Atterode verschwinden. Durch Untersuchungen sind Verbindungen mit dem Höhlenbach der Altensteiner Höhle, dem Getränksloch (einer nur zeitweilig aktiven Quelle) und dem Erdfallwasser (am Kaiserhof) nachgewiesen.
Der Burgberg ist vollständig bewaldet – es ist mit wenigen Ausnahmen ein reiner Buchenwald vorhanden. Nebengipfel sind der Linsenkopf (464 m – Richtung Atterode) sowie der Majorskopf (am Kurpark mit Aussichtskanzel).